# Коршунов, Михаил Леонтьевич
 Михаил Леонтьевич Коршунов  (3 октября 1921 года — 23 апреля 1995 года) — участник советско-финляндской и Великой Отечественной войны, маневровый диспетчер станции Ленинград — Сортировочный — Московский Октябрьской железной дороги, город Ленинград. Герой Социалистического Труда (01.08.1959).

## Биография
Родился 3 октября 1921 года в селе Досугово ныне Монастырщинского района Смоленской области в семье крестьянина.
Окончил семилетнюю школу, работал в местном колхозе. В 1938 году переехал в Ленинград. Поступил на работу маляром в строительный трест № 16.
В 1940 году призван в Красную Армию. Участвовал в советско-финляндской войне. В июле 1941 года снова призван в РККА. Участник Великой Отечественной войны. Сражался с немецко-фашистскими захватчиками на Ленинградском фронте. В 1943 году вступил в ВКП(б)/КПСС.
После демобилизации в 1946 году вернулся в Ленинград. Работал на Октябрьской железной дороге в должностях: башмачник, дежурный по станции, старший помощник начальника станции, маневровый диспетчер станции Ленинград — Сортировочный — Московский.
Указом Президиума Верховного Совета СССР от 1 августа 1959 года за выдающиеся успехи, достигнутые в развитии железнодорожного транспорта, Коршунову Михаилу Леонтьевичу присвоено звание Героя Социалистического Труда с вручением ордена Ленина и золотой медали «Серп и Молот».
В 1961 году окончил Ленинградский железнодорожный техникум по специальности «эксплуатация железных дорог». С 1963 по 1982 годы — заместитель начальника пассажирского отдела Ленинград-Московского отделения Октябрьской железной дороги.
С 1982 года — на пенсии, персональный пенсионер союзного значения.
Жил в Ленинграде (с 1991 года — Санкт-Петербург).
Умер 23 апреля 1995 года.

## Награды
- Золотая медаль «Серп и Молот» (01.08.1959)
- Орден Ленина (01.08.1959)
- Орден Отечественной войны II степени (11.03.1985)[3]
- Медаль «За оборону Ленинграда»
- Медаль «В ознаменование 100-летия со дня рождения Владимира Ильича Ленина» (6 апреля 1970)
- Медаль «За победу над Германией в Великой Отечественной войне 1941—1945 гг.» (9 мая 1945[4])
- Юбилейная медаль «Двадцать лет Победы в Великой Отечественной войне 1941—1945 гг.» (7 мая 1965[5])
- Юбилейная медаль «Тридцать лет Победы в Великой Отечественной войне 1941—1945 гг.»[6]
- Медаль «Сорок лет Победы в Великой Отечественной войне 1941-1945 гг.»[7]
- Медаль «Ветеран труда»
- Медаль «30 лет Советской Армии и Флота»[8]
- Юбилейная медаль «40 лет Вооружённых Сил СССР»[9]
- Юбилейная медаль «50 лет Вооружённых Сил СССР» (26 декабря 1967[10])
- Юбилейная медаль «60 лет Вооружённых Сил СССР» (28 января 1978[11])
- Юбилейная медаль «70 лет Вооружённых Сил СССР» (28 января 1988[12])
- Знак «Гвардия»
- Знак МО СССР «25 лет Победы в Великой Отечественной войне» (24 апреля 1970)

## Память
- На могиле установлен надгробный памятник.
- Его имя увековечено в Главном Храме Вооружённых сил России, и навсегда запечатлено на мемориале «Дорога памяти»